# Animetal Marathon V
Animetal Marathon V (アニメタル・マラソンⅤ Animetaru Marason Faibu?) Es el quinto álbum de larga duración de la banda japonesa de heavy metal, Animetal. Antes del lanzamiento de este álbum, el guitarrista  She-Ja abandonó la banda. Fue reemplazado por Syu, que ha trabajado con bandas de metal como Galneryus y Aushvitz. Animetal Marathon V marca el primer lanzamiento de la banda bajo su actual sello VAP. Tracks 2-17 son covers de canciones de animes de los años 1960 y 1980. Tracks 18-34 covers de canciones de tokusatsu también de esa misma época, incluyendo títulos de Super Sentai Series y  de Kamen Rider. Tracks 35-39 son versiones de canciones de la serie de Tatsunoko, Time Bokan.
La portada del álbum muestra el trío de banda como los Black Tri-Stars de la serie Mobile Suit Gundam.

## Listado de canciones
1. "Cross of Slaughter" (殺戮の十字架 Satsuriko no Jūika?)
2. "Pegasus Fantasy" (ペガサス幻想 Pegasasu Fantajī?,  Saint Seiya (聖闘士 星矢 Seinto Seiya?))
3. "Gordian Warrior" (闘士ゴーディアン Tōshi Gōdian?)
4. "Superhuman Squadron Barattack" (超人戦隊バラタック Chōjin Sentai Baratakku?)
5. "Tri-attack! Mechander Robo" (トライアタック！メカンダーロボ Toraiatakku! Mekandā Robo?)
6. "Song of Starzinger" (スタージンガーの歌 Sutājingā no Uta?)
7. "Roller Hero Muteking" (ローラーヒーロー・ムテキング Rōrā Hīrō Mutekingu?)
8. "Midnight Submarine" (ミッドナイト・サブマリン Middonaito Sabumarin?,  Future Police Urashiman (未来警察ウラシマン Mirai Keisatsu Urashiman?))
  - Incorpora "Living After Midnight" de Judas Priest's
9. "Dream's Boat Riding" (夢の舟乗り Yume no Funanori?,  Captain Future (キャプテン・フューチャー Kyaputen Fyūchā?))
10. "Kinnikuman Go Fight!" (キン肉マン Go Fight！ Kin'nikuman Gō Faito!?)
11. "Blazing Kinnikuman" (炎のキン肉マン Honō no Kin'nikuman?)
12. "TOUGH BOY" (Fist of the North Star 2 (北斗の拳２ Hokuto no Ken Tsū?))
13. "Pleasure Tuning" (よろしくチューニング Yoroshiku Chūningu?,  Pleasure Mechadock (よろしくメカドック Yoroshiku Mekadokku?))
  - Contiene riff de guitarra de "Panama" de Van Halen's
14. "Burning Hero" (燃えてヒーロー Moete Hīrō?,  Captain Tsubasa (キャプテン翼 Kyaputen Tsubasa?))
15. "Touch" (タッチ Tatchi?)
  - Incorpora "Battery" de Metallica's
16. "The Chanbara" (ザ・チャンバラ Za Chanbara?,  Manga Mito-Kōmon (まんが水戸黄門?))
17. "Theme of Lupin III" (ルパン三世のテーマ Rupan Sansei no Tēma?)
18. "Battle Fever J" (バトルフィーバーJ Batoru Fībā Jei?)
19. "Oh, Denshi Sentai Denjiman" (ああ電子戦隊デンジマン Aa Denshi Sentai Denjiman?)
20. "Taiyō Sentai Sun Vulcan" (太陽戦隊サンバルカン Taiyō Sentai Sanbarukan?)
  - Incorpora "Stargazer" de Rainbow's
21. "Dai Sentai Goggle V" (大戦隊ゴーグルV Dai Sentai Gōguru Faibu?)
22. "Chōdenshi Bioman" (超電子バイオマン Chōdenshi Baioman?)
23. "Chōjū Sentai Liveman" (超獣戦隊ライブマン Chōjū Sentai Raibuman?)
  - Incorpora "Breaking the Law" de Judas Priest's
24. "Red Baron" (レッドバロン Reddobaron?)
25. "Mach Baron" (マッハバロン Mahhabaron?)
  - Incorpora el riff de apertura de la batería de "Rock and Roll" de Led Zeppelin's
26. "Man of Virtue ~Youth Comes Once in a Lifetime~" (男の操 ～青春一期一会～ Otoko no Misao ~Seishun Ichigo Ichie~?,  Elegant Nobility Masaki Baron: Lie (優雅貴族マサキバロン：ウソ Yūga Kizoku Masakibaron: Uso?))
  - No es un cover de un tema existente, pero es un solo de bajo de Masaki
27. "Ganbaron '77" (ガンバロン '77 Ganbaron Nanajūnana?,  Small Superman Ganbaron (小さなスーパーマンガンバロン Chiisana Sūpāman Ganbaron?))
28. "Let's Go! BD7" (行くぞ！BD7 Ikuzo! Bī Dī Sebun?,  Boy Detective Group BD7 (少年探偵団 BD7 Shōnen Tanteidan Bī Dī Sebun?))
29. "Fight! Dragon" (闘え！ドラゴン Tatakae! Doragon?)
  - Incorpora "It's So Easy" de Guns N' Roses's
30. "Run Vankid" (駆けろバンキッド Kakero Bankiddo?,  Disk War Vankid (円盤戦争バンキッド Enban Sensō Bankiddo?))
  - Incorpora "War Pigs" de Black Sabbath's
31. "Meteor Man Zone" (流星人間ゾーン Ryūsei Ningen Zōn?)
32. "Kamen Rider Super-1" (仮面ライダー スーパー１ Kamen Raidā Sūpā Wan?)
33. "Kamen Rider Black" (仮面ライダーBLACK Kamen Raidā Burakku?)
34. "Kamen Rider Black RX" (仮面ライダーBLACK RX Kamen Raidā Burakku Āru Ekkusu?)
35. "Reversal Ippatsuman" (逆転イッパツマン Gyakuten Ippatsuman?)
36. "Song of Yattodetaman" (ヤットデタマンの歌 Yattodetaman no Uta?)
37. "Song of Otasukeman" (オタスケマンの歌 Otasukeman no Uta?)
38. "Song of Zenderman" (ゼンダマンの歌 Zendaman no Uta?)
39. "Song of Yatterman" (ヤッターマンの歌 Yattāman no Uta?)
40. "Zankoku na Tenshi no These" (残酷な天使のテーゼ Zankoku na Tenshi no Tēze?, "A Cruel Angel's Thesis", Neon Genesis Evangelion (新世紀エヴァンゲリオン Shin Seiki Evangerion?))
41. "Tomorrow Never Die"

## Créditos
- Eizo Sakamoto (さかもと えいぞう Sakamoto Eizō?) - Voz
- Syu - Guitarra
- Masaki - Bajo

con
- Katsuji - Batería